# Nagy Alexandra (labdarúgó)
Nagy Alexandra (Makó, 1995. április 7. –) magyar labdarúgó, középpályás.

## Pályafutása

### Klubcsapatban
2009-ben a Tótkomlósi TC csapatában kezdte a labdarúgást. 2010-ben igazolt az MTK-hoz. Az élvonalban 2010. augusztus 29-én mutatkozott be hazai pályán a Győri Dózsa ellen, ahol csereként állt be a 84. percben Nagy Lilla helyett és 2–2-es döntetlen született. Az MTK-val egy bajnoki címet szerzett, majd 10 év után 2019-ben az Újpest együtteséhez távozott. 2019–2021 között az Újpesti Labdarúgó Akadémia tagja volt. 2022 óta a Soroksár SC játékosa.

## Sikerei, díjai
- Magyar bajnokság
  - bajnok: 2010–11, 2011–12
- Magyar kupa
  - döntős: 2011